# Donawitz
Donawitz est un quartier de Leoben, en Autriche. C'est également une localité (de) et une commune cadastrale (de) autrichienne.

## Histoire
Le village, mentionné pour la première fois en 1149 sous le nom de « Tunuize », était déjà habité à l'époque romaine. Le nom remonte à l'ancien slave « Tonevica » (lieu près de l'étang/marais). Une chapelle funéraire du IIIe siècle est conservée au musée universel de Joanneum. La ville a été façonnée par l'industrie du fer depuis le Moyen Âge. Dès 1314, l'endroit était mentionné comme un important centre du commerce du fer, qui était extrait du minerai de fer de l’Erzberg et traité dans de nombreuses usines actionnées par des roues à aubes dans la vallée de Vordernbergertal (de) (un martinet est mentionné en 1436).
L'essor de la révolution industrielle commence avec la fondation de la Franzenshütte en 1837 par Franz Mayr (de) et, en 1868, la connexion au chemin de fer par une jonction entre la Südbahn (de) et la Rudolfsbahn (de). En 1881, Oesterreichisch-Alpine Montangesellschaft (de)  (OAMG) est fondée, en regroupant les fonderies de Donawitz. De cette entreprise est issue, entre autres, Voestalpine.
Entre 1907 et 1922, la colonie de Kerpely (de) est construite sur les plans de l'architecte Alfred Keller (de) afin de loger les ouvriers de l'usine sidérurgique. En 1938, après l'Anschluss, des agglomérations sont construites dans toute l'Autriche et le quartier de Donawitz se constitue ainsi à Leoben.
Dans les années 1950, l'endroit devient mondialement célèbre grâce au procédé LD d’affinage de l’acier, dont le nom se réfère aux villes de Linz et Donawitz. Au début du XXIe siècle, les deux tiers de la production mondiale d'acier sont produits selon cette méthode. Après la crise mondiale de l'industrie sidérurgique, dans les années 1970 et 1980, qui n’épargne pas l’industrie de Haute-Styrie, la production se concentre sur les aciers et produits spéciaux et Donawitz redevient une localité florissante. L'usine sidérurgique de Donawitz (de), qui appartient aujourd'hui au groupe Voestalpine, est le plus grand fabricant de rails en Europe.